# كين تومسون (كاتب سيناريو)
كين تومسون (بالإنجليزية: Keene Thompson)‏ هو كاتب سيناريو أمريكي، ولد في 15 نوفمبر 1885 في منيابولس في الولايات المتحدة، وتوفي في 11 يوليو 1936 في هوليوود في الولايات المتحدة بسبب ذات الرئة.

## وصلات خارجية
- كين تومسون على موقع IMDb (الإنجليزية)
- كين تومسون على موقع قاعدة بيانات الفيلم (الإنجليزية)